# 11496 Grass
11496 Grass è un asteroide della fascia principale. Scoperto nel 1989, presenta un'orbita caratterizzata da un semiasse maggiore pari a 2,6139478 UA e da un'eccentricità di 0,1389340, inclinata di 12,69545° rispetto all'eclittica.